# Ibrahim I ibn al-Aghlab
Ibrahim I ibn al-Aghlab (Arabisch: إبراهيم بن الأغلب; 756-812) was de eerste emir van de Aghlabiden in Ifriqiya (800-812).
Hij was de zoon van al-Aghlab, die met succes een groep van Kharidjistische opstandelingen in Ifriqiya wist te onderdrukken, aan het eind van de 8e eeuw. In 800 werd Ibrahim emir van Ifriqiya en stichtte de Aghlabiden-dynastie. Haroen ar-Rashid, Kalief der Abbasiden erkende hem als  erfelijke heerser.
Om zijn onafhankelijkheid veilig te stellen, omringde hij zich met een leger van 5000 zwarte slaven . Al snel bouwde hij een sterk administratief kader uit, dat de basis zou leggen voor de welvaart van Ifriqiya in de volgende eeuw.